# Michel Kamanzi
Michel Kamanzi (ur. 29 września 1979 w Bużumburze) – rwandyjski piłkarz grający na pozycji pomocnika.

## Kariera klubowa
Swoją karierę piłkarską Kamanzi rozpoczął w klubie SC Kiyovu Sport, w którym zadebiutował w 2000 roku. W 2003 roku wyjechał do Niemiec. W latach 2003–2004 był piłkarzem SG 06 Betzdorf, a w latach 2004-2006 grał w TuRu 1880 Düsseldorf z Oberligi. W latach 2006–2007 występował w belgijskim trzecioligowcu UR Namur, a latem 2007 przeszedł do niemieckiego szóstoligowego TuSpo Richrath. W 2008 roku spadł z nim do siódmej ligi.

## Kariera reprezentacyjna
W reprezentacji Rwandy Kamanzi zadebiutował w 2000 roku. W 2004 roku został powołany do reprezentacji Rwandy na Puchar Narodów Afryki 2004. Tam rozegrał 2 spotkania: z Gwineą (1:1) i z Demokratyczną Republiką Konga (1:0). W kadrze narodowej do 2004 roku zagrał 8 razy i strzelił 1 gola.